# Скідзінь
Скідзінь (пол. Skidziń) — село в Польщі, у гміні Бжеще Освенцимського повіту Малопольського воєводства.
Населення — 808 осіб (2011).
У 1975-1998 роках село належало до Катовицького воєводства.

## Демографія
Демографічна структура станом на 31 березня 2011 року:
|          | Загалом | Допрацездатний вік | Працездатний вік | Постпрацездатний вік |
| -------- | ------- | ------------------ | ---------------- | -------------------- |
| Чоловіки | 393     | 78                 | 263              | 52                   |
| Жінки    | 415     | 65                 | 259              | 91                   |
| Разом    | 808     | 143                | 522              | 143                  |